# Utricularia cymbantha
Utricularia cymbantha — вид рослин із родини пухирникових (Lentibulariaceae).

## Морфологічна характеристика
Столони капілярні, завдовжки до 10 см і більше, завтовшки ± 0.2 мм, дрібно-залозисті; ризоїди відсутні. Листки численні, роздвоєні від основи на 2 рівні чи нерівні капілярні сегменти завдовжки 1–2.5 мм; міжвузля 1–2 мм у довжину. Пастки численні, вставлені в куті між сегментами листка або збоку на довшому членику, яйцеподібні, 1–1.5 мм завдовжки; рот боковий; верхня губа з 2 капілярними ± розгалуженими волосками; нижня губа з 3 коротшими простими волосками. Суцвіття бічні, прямовисні, 2–10 мм заввишки, мабуть, завжди 1-квіткові. Частки чашечки нерівні, круглі, завдовжки ± 1 мм, наростають. Віночок білий чи кремовий, 3–5 мм. Коробочка еліпсоїдна, ± 1 мм у діаметрі. Насіння 2 або 3, сочевицеподібне, вузько-криле, загальний діаметр ± 0.7 мм.

## Поширення
Вид поширений у східній і південній частинах Африки (Ангола, Ботсвана, Ефіопія, Мадагаскар, ПАР, Південний Судан, Уганда, Замбія).

## Спосіб життя
Росте як однорічна зависла водна рослина в озерах і басейнах.